# Ratiboř (Chyšky)
Ratiboř je malá vesnice, část obce Chyšky v okrese Písek v Jihočeském kraji. Nachází se asi tři kilometry západně od Chyšek. Ratiboř je také název katastrálního území o rozloze 5,97 km², ve kterém leží i Nálesí a Ratibořec.

## Historie
První písemná zmínka o vesnici pochází z roku 1575. O osudech této a okolních vesnic jsou kusé zprávy. Po husitských válkách ves náležela k orlickému panství. Po smrti Bohuslava ze Švamberka ves dědictvím přešla do majetku jeho bratra Jana.
Roku 1575 prodal císař Maxmilián II. zvíkovské a milevské panství Kryštofovi ze Švamberka. Mezi prodanými vesnicemi jsou uvedeny vesnice Porešín, Branišovice, Záluží, Hrazany, Hrazánky, Přeštěnice, Ratibořec.
Do roku 1825 v obci nebyla škola. Děti docházely do Petrovic nebo do Chyšek. Od tohoto roku vyučoval bezplatně podučitel, který se do vesnice přistěhoval. Až v roce 1860 byla postavena nová školní budova, ale kapacitně nepostačovala. V roce 1898 byla postavena jednoposchoďová školní budova, původní stará školní budova byla odprodaná a vyučování zde bylo zahájeno v roce 1900. Sbor dobrovolných hasičů byl založen roku 1893.
Ratiboř do roku 1888 patřila k sedlčanskému okresu.

## Obyvatelstvo
| Rok            | 1869 | 1880 | 1890 | 1900 | 1910 | 1921 | 1930 | 1950 | 1961 | 1970 | 1980 | 1991 | 2001 | 2011 | 2021 |
| -------------- | ---- | ---- | ---- | ---- | ---- | ---- | ---- | ---- | ---- | ---- | ---- | ---- | ---- | ---- | ---- |
| Počet obyvatel | 276  | 275  | 311  | 303  | 263  | 305  | 258  | 153  | 168  | 150  | 143  | 140  | 153  | 107  | 96   |
| Počet domů     | 40   | 39   | 46   | 51   | 51   | 51   | 51   | 50   | 40   | 33   | 33   | 38   | 43   | 46   | 46   |

## Obecní správa
Při sčítání lidu v letech 1850–1889 Ratiboř byl osadou obce Obděnice v okrese Sedlčany. V letech 1890–1920 byl osadou obce Porešín v okrese Milevsko. V letech 1921–1980 byl samostatnou obcí, se kterým patřil nejprve do okresu Milevsko, ale od roku 1960 v okrese Písek. Od 1. ledna 1981 je částí obce Chyšky v okrese Písek. V letech 1921–1954 k obci patřil Porešín, v letech 1921–1980 Ratibořec, v letech 1930–1980 Nálesí a v letech 1961–1980 také Branišovice, Hněvanice a Záluží.

## Pamětihodnosti
- Návesní kaple.[9]
- Smírčí kříž se nachází na konce vesnice, vpravo u silnice směrem na Branišovice.[10] Je žulový a zhruba přes jeden metr vysoký. Rytiny na kříži jsou málo znatelné a měly by znázorňovat nůžky a meč.[5] Výška kříže 157 centimetrů, šířka 72 centimetrů, síla 23 centimetrů.[10] Výzdoba kříže: zahloubený obrys meče (otky?) a v spodní části kříže jsou rozevřené nůžky.[10]
- Kamenný kříž s kovovým korpusem Kristova těla se nalézá u cesty směrem na Branišovice před Ratiboří. Na podstavci kříže je vročení 1936.[11]
- Celokamenný kříž s kovovým korpusem Kristova těla se nalézá v zahradě, před usedlostí čp. 25, v severní části vesnice.[11]
- Celokamenný kříž, reliéfně zdobený motivem srdíčka a kytiček, bez motivu Kristova těla, má na svém zdobném soklu dataci 1879. Nalézá se ve vesnici, směr na Nálesí, před domem čp.19.[11]
- U komunikace z vesnice ve směru na Nálesí je umístěný kovový kříž s korpusem Krisova těla na kamenném podstavci.[11]
- Za vesnicí ve směru na Ratibořec se nalézá torzo kříže. Datace 1854.[11]
- Usedlost čp. 5 ve vsi je vedená v Seznamu kulturních památek v okrese Písek. Kromě této usedlosti jsou ve stejném seznamu vedené i špýchary u čp. 7, čp. 11, čp. 36.

## Pověst
Pověst se vztahuje ke smírčímu kříži v Ratiboři. Podle pověsti došlo o pouťové zábavě, která se konala v místní chalupě, protože hospoda zde tenkrát ještě nebyla, ke sporu o dívku. Následně došlo vzájemnému dvounásobnému zabití obou soků. Podle rytin na kříži se mělo jednat o vojáka a o krejčího.

## Galerie

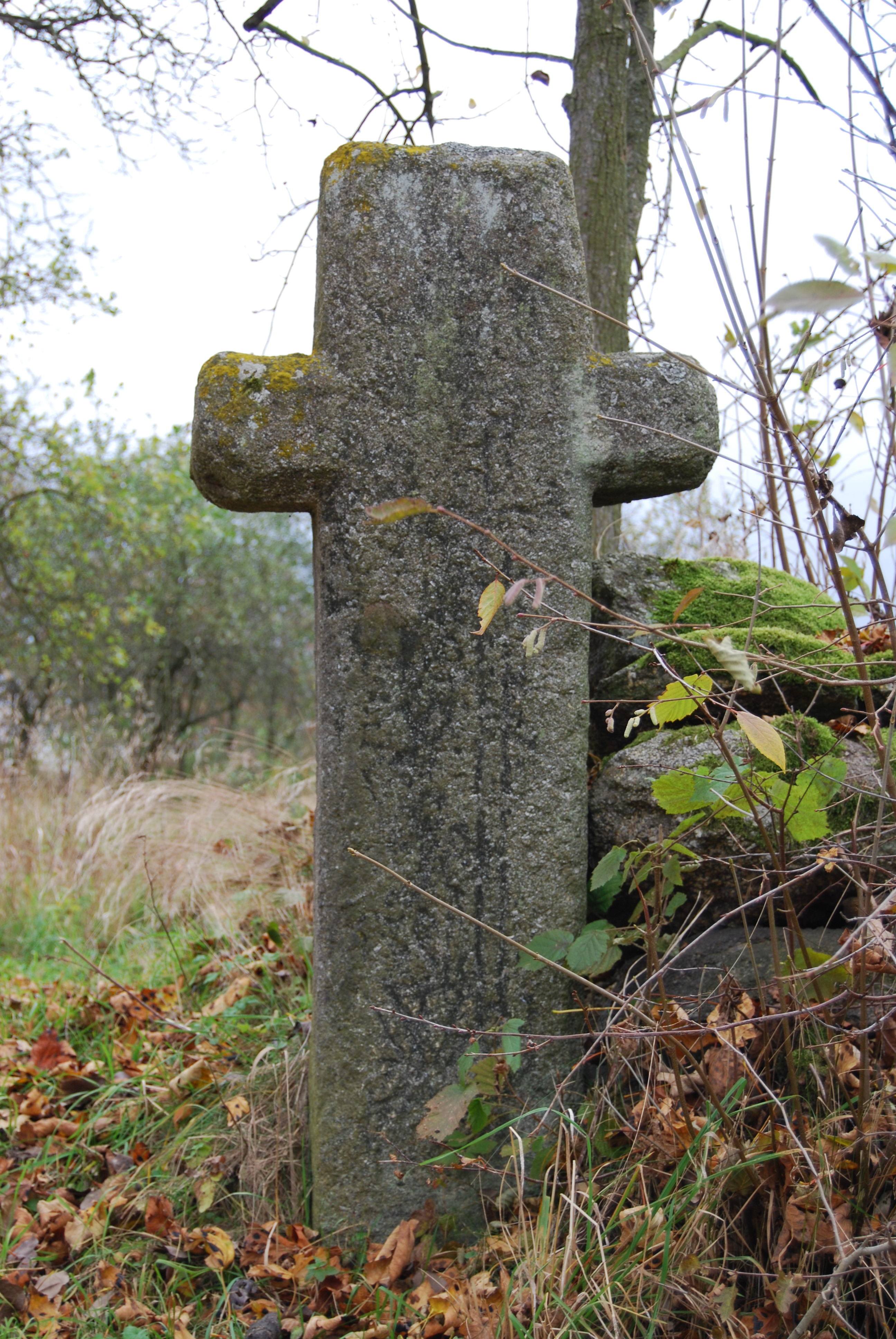
Smírčí kříž ve vsi
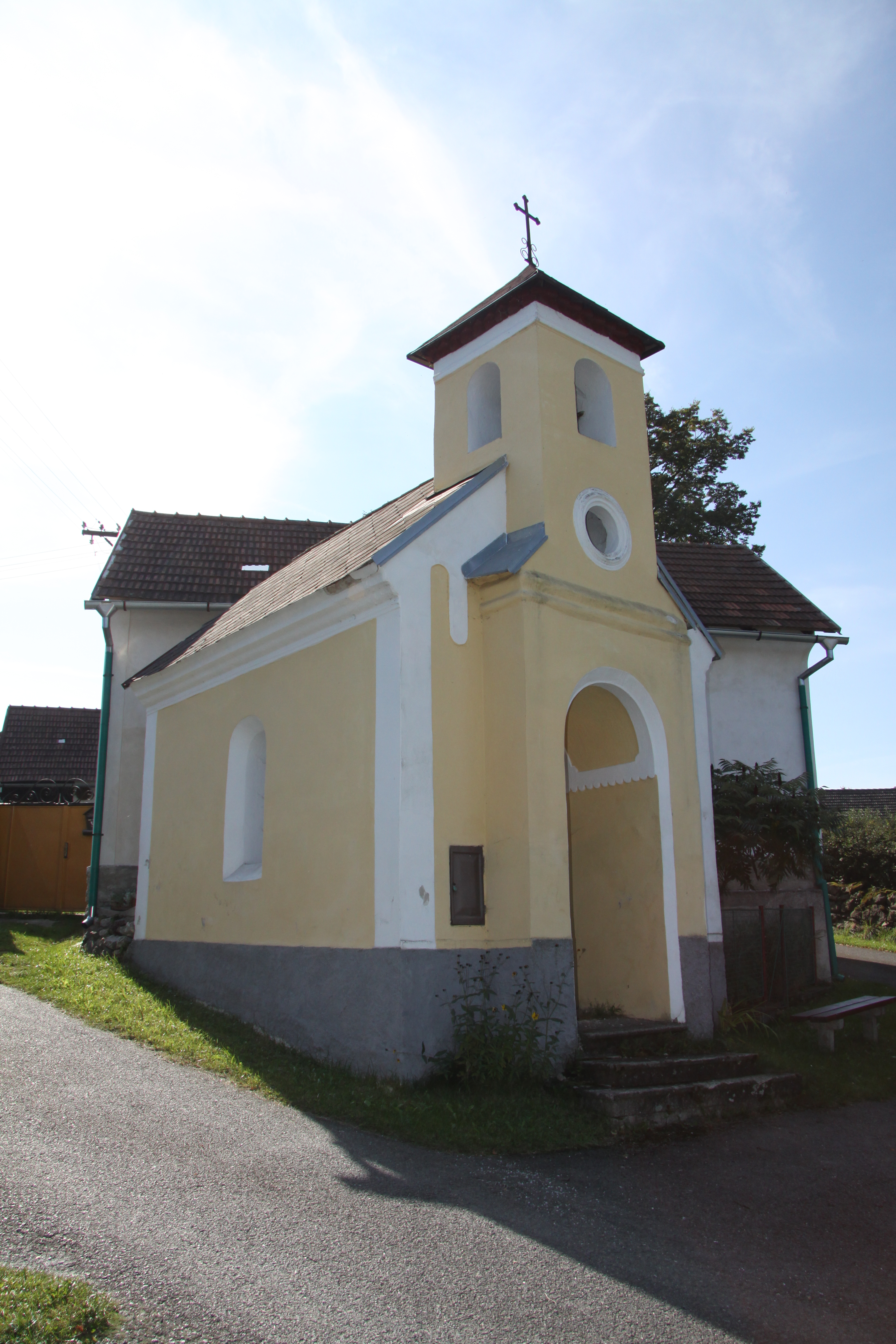
Návesní kaple
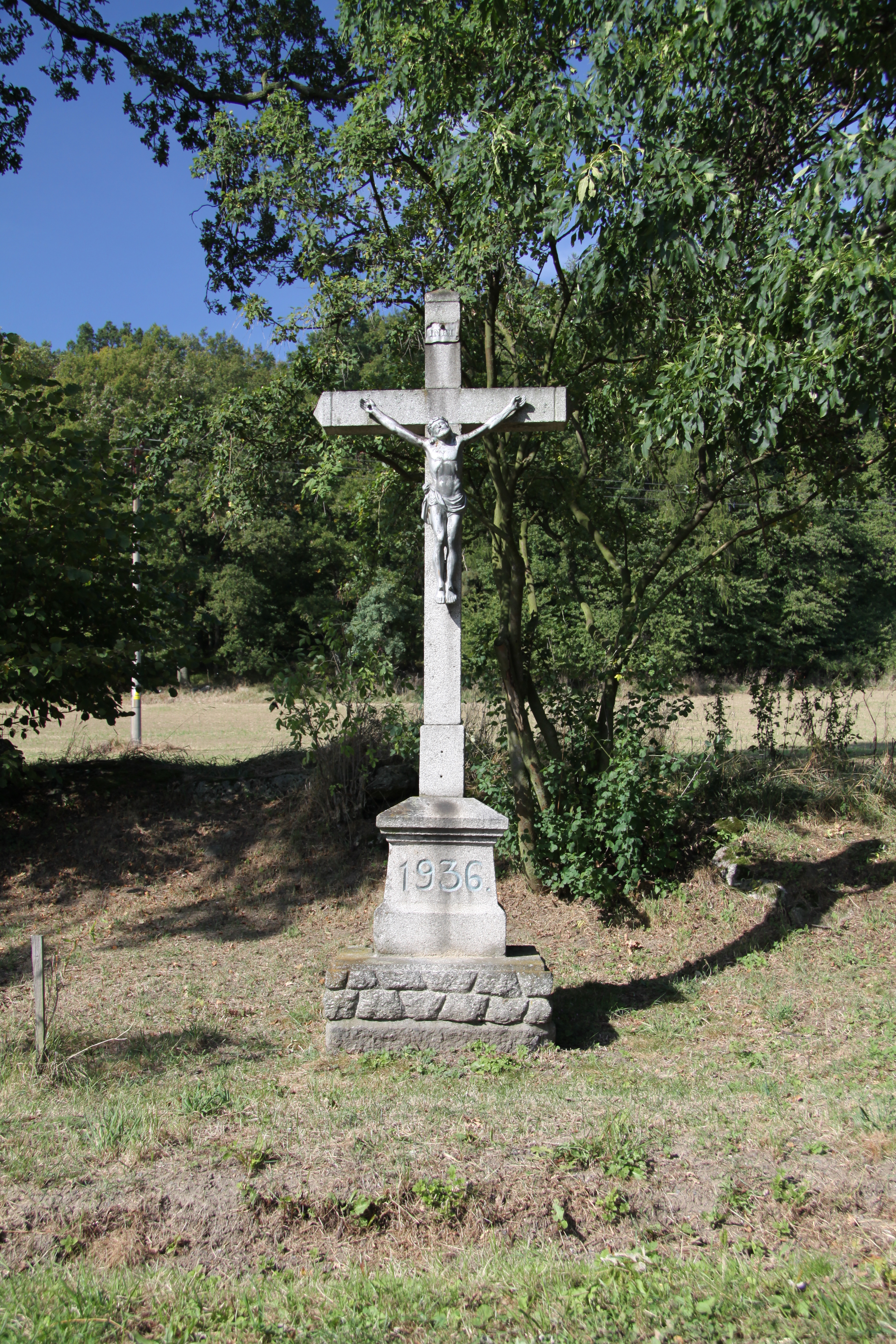
Kříž před vesnicí
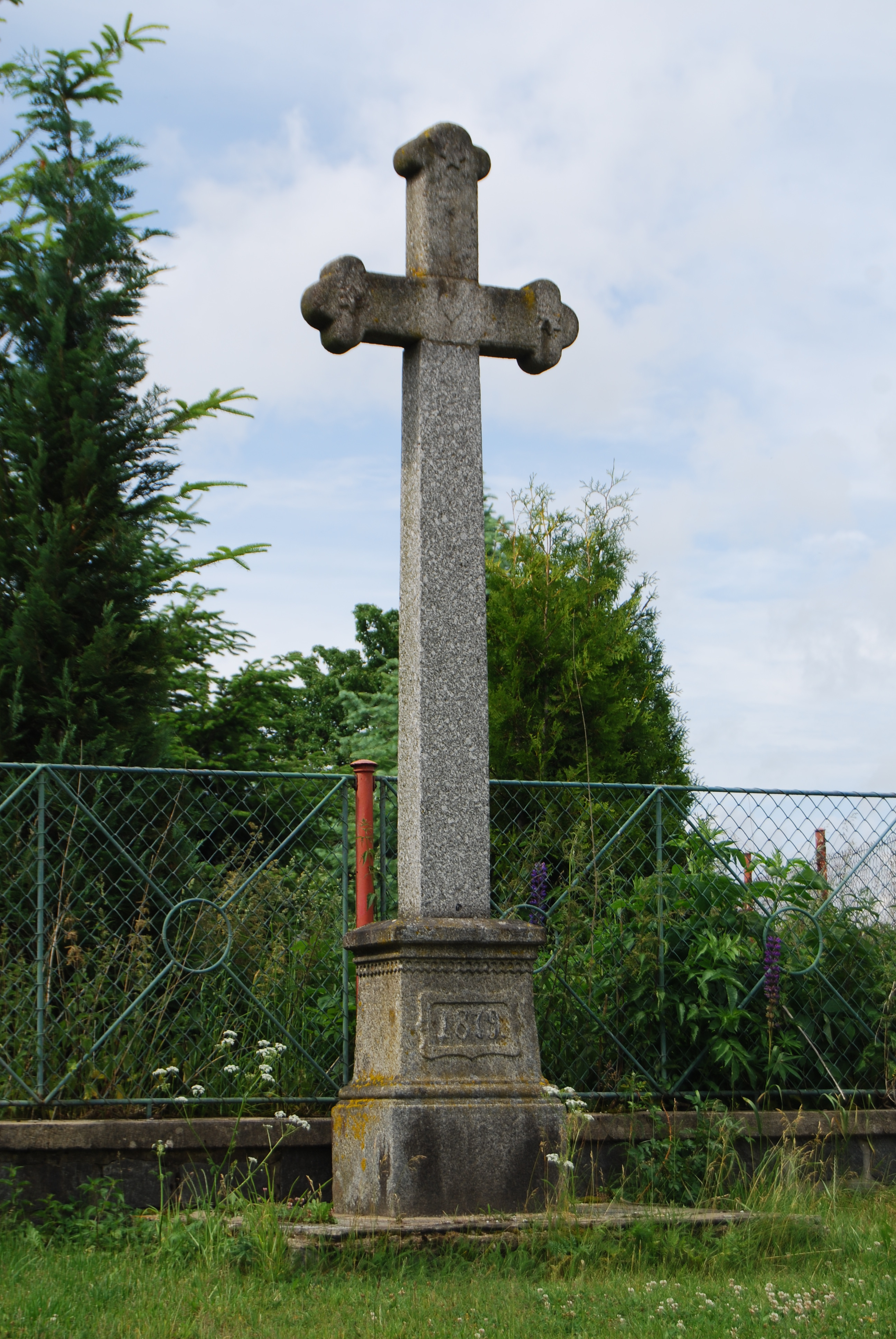
Kříž u domu 19
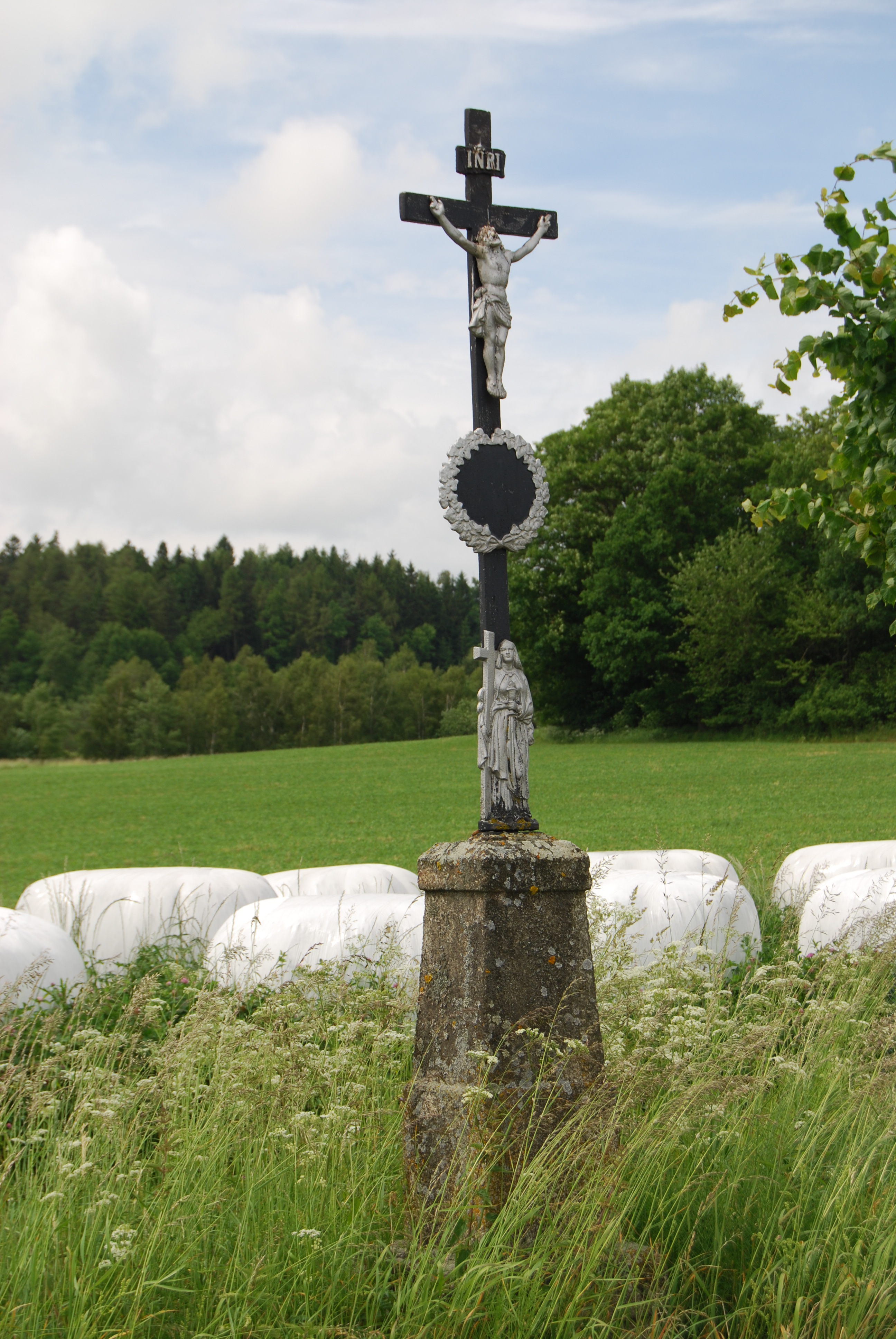
Kříž u silnice na Nálesí